# Club Deportivo FAS
Pour les articles homonymes, voir FAS.
Maillots
Le Club Deportivo Futbolistas Associados Santanecos ou CD FAS est un club de football salvadorien basé à Santa Ana. Il est le club le plus titré du pays, avec 19 titres de champion, juste devant son grand rival, le CD Águila.
Ses supporters se nomment les Fasistas et ils forment la Turba Roja.

## Historique
- 1899 : Premier match de football à Santa Ana
- 1923 : Fondation de l'équipe Azul y Blanco.
- Années 1930 : Fondation des Atlas, CD Occidental, Olimpic, Excelsior, Los 44, Iberia, Unión, Cosmos, Ral, Colon, Santa Lucía et Colombia.
- 1947 : Lassés de perdre tous leurs matchs, ces clubs se réunissent à la finca Las Cruses pour former les Futbolistas Asociados Santanecos
- 1963 : Inauguration de l'Estadio Municipal de Santa Ana.
- 1964 : Lors d'un match amical le gardien de but Oscar Alberto Quiteño meurt après avoir reçu le ballon sur la poitrine.
- 1977 : Estadio Municipal de Santa Ana est rebaptisé Estadio Alberto Quiteño.

## Palmarès
| Compétitions nationales | Compétitions internationales                                                                           |
| - Championnat du Salvador (19) - Champion : 1952, 1954, 1958, 1962, 1963, 1977, 1978, 1981, 1984, 1995, 1996, 2002 (C), 2002 (A), 2003 (A), 2004 (A), 2005 (C), 2009 (A), 2021 (C) et 2022 (A) - Vice-champion : 1959, 1961, 1965, 1968, 1969, 1970, 1983, 1988, 1994, 1998, 1999 (C), 2001 (C), 2004 (C), 2006 (C), 2006 (A), 2007 (A), 2008 (C), 2011 (C), 2013 (C), 2013 (A), 2015 (A) et 2019 (A). | - Coupe des champions de la CONCACAF (1) - Vainqueur : 1979. - Copa Interamericana - Finaliste : 1979. |

## Personnalités du club

### Anciens joueurs
- Mario Monje
- Carlos Humberto Recinos
- Elmer Acevedo
- Jorge Alberto Gonzalez "El Magico"